# Long Tân, Long Đất
Long Tân là một xã thuộc huyện Long Đất, tỉnh Bà Rịa – Vũng Tàu, Việt Nam.

## Địa lý
Xã Long Tân nằm ở phía bắc huyện Long Đất, có vị trí địa lý:
- Phía đông giáp các xã Phước Long Thọ và Láng Dài
- Phía tây giáp thành phố Bà Rịa và huyện Châu Đức
- Phía nam giáp các thị trấn Đất Đỏ, Long Điền và xã Tam An
- Phía bắc giáp huyện Châu Đức.

Xã có diện tích 28,95 km², dân số năm 2017 là 6.910 người, mật độ dân số đạt 239 người/km².

## Hành chính
Xã Long Tân được chia thành 3 ấp: Tân Hòa, Tân Hiệp và Tân Thuận.

## Lịch sử
Dưới thời Việt Nam Cộng hòa, Long Tân là một xã thuộc quận Đất Đỏ, tỉnh Phước Tuy. Đây là nơi đã diễn ra trận Long Tân của quân đội Úc vào tháng 8 năm 1966.
Sau năm 1975, chính quyền sáp nhập quận Đất Đỏ với quận Long Điền thành huyện Long Đất, xã Long Tân thuộc huyện Long Đất.
Ngày 9 tháng 12 năm 2003, huyện Long Đất được chia thành hai huyện Long Điền và Đất Đỏ, xã Long Tân thuộc huyện Đất Đỏ như hiện nay.
Ngày 1 tháng 1 năm 2025, tái lập lại huyện Long Đất, xã Long Tân trở lại trực thuộc huyện Long Đất